# Ritratto di Adriano
Il ritratto di Adriano del Museo Nazionale Romano di Roma è, secondo lo storico dell'arte Ranuccio Bianchi Bandinelli, una delle più belle e fresche repliche del ritratto ufficiale dell'imperatore, eseguito dopo la sua presa di potere del 117 d.C.

## Storia e descrizione
L'effigie, della quale si conoscono numerose copie e riadattamenti anche postumi, faceva parte di un busto ufficiale. L'esempio del Museo Nazionale romano ha perduto le spalle, tranne una parte di quella destra dove si vede il paludamentum, mentre il volto presenta una scheggiatura sul naso, ma per il resto è quasi intatto. 
Adriano fu il primo imperatore romano a portare la barba, alla maniera dei filosofi greci, e in quest'opera ha il capo leggermente reclinato a sinistra, con una lieve torsione verso l'alto, che conferisce un tono di decisione e fermezza. 
Le superfici sono trattate con grande cura, levigate e uniformi per le guance e la fronte, con passaggi senza rottore alle delicate infossature degli occhi. Anche la barba e i capelli sono trattati con ciocche mosse e striate con finezza, mentre le sopracciglia sono accennate con piccoli tratti. 
Vi si possono rintracciare due influenze: 
- una dall'arte traianea, riguardo all'essenzialità dei tratti che superano il mero verismo e danno un tono fermo e pacato, indice di dignità e autorevolezza del leader; inoltre il ritratto è privo del pathos teatrale tipicamente ellenistico, in favore di un aspetto umano e reale.
- una dal classicismo, secondo le inclinazioni filoellene del nuovo imperatore, nella levigatezza delle superfici e nell'assenza di profondi passaggi di luce nel volto.